# Anolis podocarpus
Espèce
Synonymes
- Dactyloa podocarpus (Ayala-Varela & Torres-Carvajal, 2010)

Anolis podocarpus est une espèce de sauriens de la famille des Dactyloidae.

## Répartition
Cette espèce est endémique de la province de Zamora-Chinchipe en Équateur. Elle se rencontre sur le versant Est de la cordillère Orientale,.

## Description

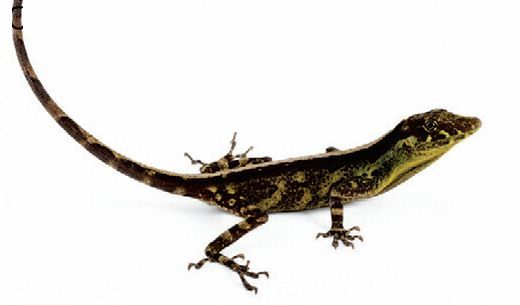
Dactyloa podocarpus femelle

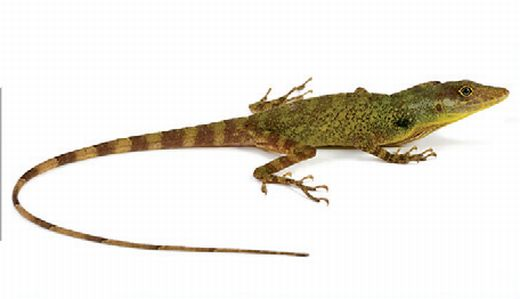
Dactyloa podocarpus mâle

Les mâles mesurent jusqu'à 96,0 mm et les femelles jusqu'à 89,0 mm, sans la queue.

## Étymologie
Cette espèce est nommée en référence au lieu de sa découverte, le Parc national Podocarpus.

## Publication originale
- Ayala-Varela & Torres-Carvajal, 2010 : A new species of dactyloid anole (Iguanidae, Polychrotinae, Anolis) from the southeastern slopes of the Andes of Ecuador. ZooKeys, no 53, p. 59–73 (texte intégral).